# Tondeur de draps
Pour les articles homonymes, voir Tondeur.
 (mars 2014).
Si vous disposez d'ouvrages ou d'articles de référence ou si vous connaissez des sites web de qualité traitant du thème abordé ici, merci de compléter l'article en donnant les références utiles à sa vérifiabilité et en les liant à la section « Notes et références ».
Le tondeur ou retondeur de draps est un métier historique du textile consistant à lustrer et lisser les étoffes et les draps pour les rendre plus unis et plus ras (tondage).

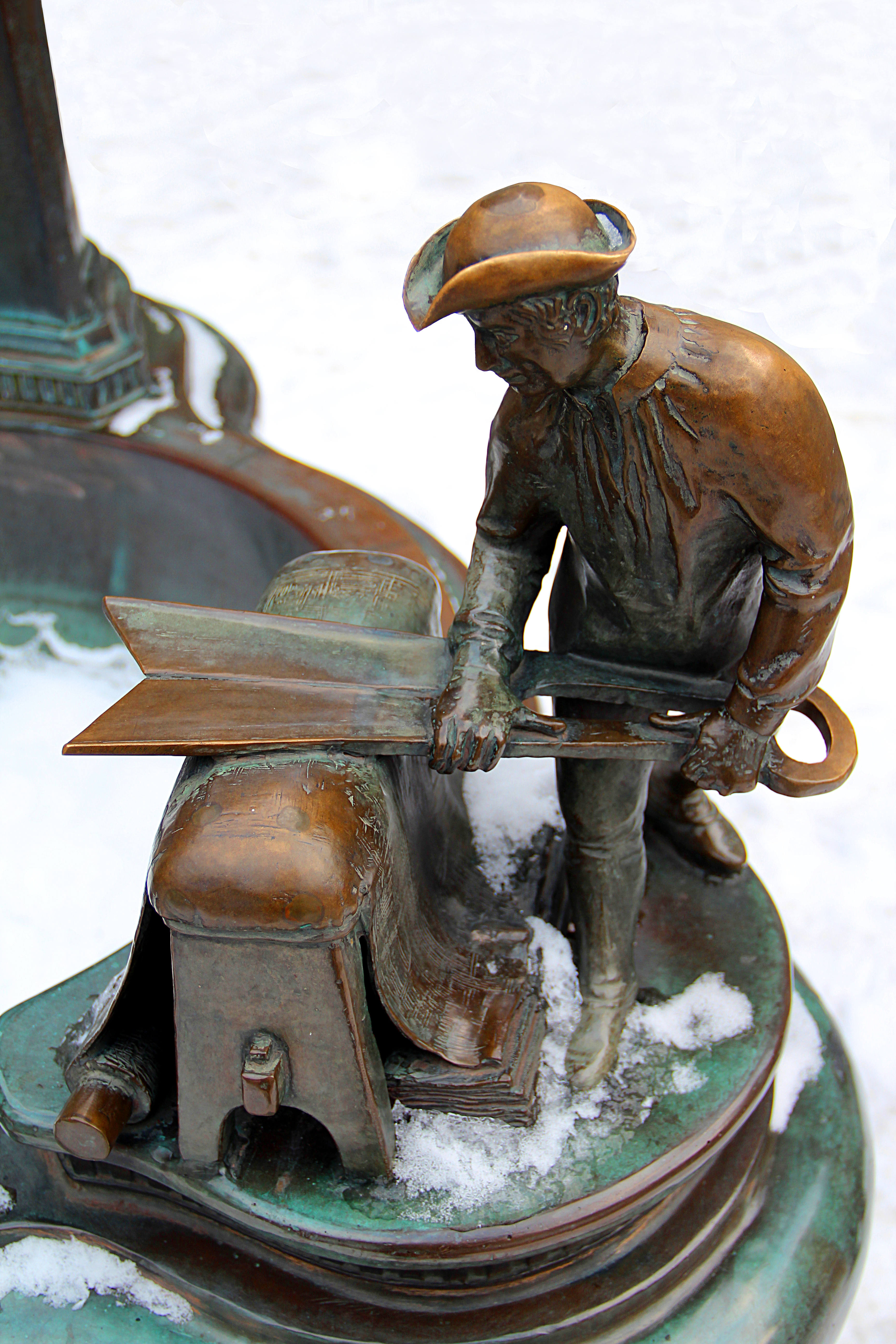
Le tondeur de draps (Montjoie)

## Origine
Les tondeurs de draps s'organisent en confrérie à partir du XIVe siècle.
Ce travail était effectué à l'aide de forces, c'est-à-dires d'énormes ciseaux pesant jusqu'à 18 kg. Les premières machines de tondage sont apparues vers 1820, donnant lieu à des manifestations de luddisme.